# Senay Duzcu
Senay Duzcu (* im 20. Jahrhundert in Berlin) ist eine deutsch-türkische Komikerin.

## Karriere
Duzcus Thema ist das Leben ausländischer Frauen, das sie in ihren Programmen aus ihrer speziellen Innensicht heraus beschreibt.
2002 hatte Duzcu ihre ersten Fernsehauftritte als Comedian bei VIVA in Alles Pocher oder was? und bei Night-Wash vom WDR. Größere Bekanntheit brachte ihr im darauffolgenden Jahr ein Auftritt in der Castingshow Star Search, wo sie in der Kategorie Comedy das Finale erreichte. Danach war sie neben ihrem Tourprogramm weiterhin zu Gast im Fernsehen, in Sendungen wie WDR-Nachtschlag mit Django Asül und als Stand-up bei Rent a Pocher.
2007 erhielt Duzcu für ihre Arbeit – aus der Hand von Christian Ude – den Deutsch-Türkischen Freundschaftspreis für engagierte Frauen.